# Alexander Zickler
Alexander Zickler (Bad Salzungen, Alemania, 28 de febrero de 1974) es un exfutbolista alemán. Jugaba de delantero y su último equipo fue el LASK Linz austriaco. Actualmente es asistente técnico de Marco Rose en el RasenBallsport Leipzig.
Pasó 12 años de su carrera profesional con el Bayern de Múnich, apareciendo en más de 300 juegos oficiales y ganando 19 títulos importantes, destacando siete campeonatos de la Bundesliga y la Liga de Campeones de 2001. También jugó seis años en Austria con dos clubes distintos, el Red Bull Salzburgo, donde ganó tres títulos de Bundesliga, y el LASK Linz donde terminaría su carrera deportiva.
Zickler fue internacional con Alemania durante cuatro años, pero nunca asistió a ningún torneo internacional importante.

## Selección nacional
Fue internacional con la selección de fútbol de Alemania, jugando un total de 12 partidos internacionales, y marcando 2 goles. Debutó el 18 de noviembre de 1998, sustituyendo a Mario Basler en un empate 1-1 contra Países Bajos. El 16 de agosto de 2000, marcó sus dos primeros y únicos goles como internacional en un partido amistoso disputado en Hannover, anotando en la victoria 4-1 sobre España.
Zickler hizo su última aparición para la selección nacional el 11 de octubre de 2002 en un empate a 1-1 en un partido amistoso contra Bosnia y Herzegovina, retirándose de su selección ese mismo año.

## Clubes
| Club              | País     | Año         |
| ----------------- | -------- | ----------- |
| Dinamo Dresde     | Alemania | 1992 - 1993 |
| Bayern Múnich     | Alemania | 1993 - 2005 |
| Red Bull Salzburg | Austria  | 2005 - 2010 |
| LASK Linz         | Austria  | 2010 - 2011 |

## Palmarés y distinciones

### Campeonatos nacionales
| Título                      | Club              | País     | Año       |
| --------------------------- | ----------------- | -------- | --------- |
| 1. Bundesliga               | F. C. Bayern      | Alemania | 1993-94   |
| 1. Bundesliga               | F. C. Bayern      | Alemania | 1996-97   |
| Copa de la Liga de Alemania | F. C. Bayern      | Alemania | 1997      |
| Copa de Alemania            | F. C. Bayern      | Alemania | 1997-98   |
| Copa de la Liga de Alemania | F. C. Bayern      | Alemania | 1998      |
| 1. Bundesliga               | F. C. Bayern      | Alemania | 1998-99   |
| Copa de la Liga de Alemania | F. C. Bayern      | Alemania | 1999      |
| 1. Bundesliga               | F. C. Bayern      | Alemania | 1999-2000 |
| Copa de Alemania            | F. C. Bayern      | Alemania | 1999-2000 |
| Copa de la Liga de Alemania | F. C. Bayern      | Alemania | 2000      |
| 1. Bundesliga               | F. C. Bayern      | Alemania | 2000-01   |
| 1. Bundesliga               | F. C. Bayern      | Alemania | 2002-03   |
| Copa de Alemania            | F. C. Bayern      | Alemania | 2002-03   |
| Copa de la Liga de Alemania | F. C. Bayern      | Alemania | 2004      |
| 1. Bundesliga               | F. C. Bayern      | Alemania | 2004-05   |
| Copa de Alemania            | F. C. Bayern      | Alemania | 2004-05   |
| Bundesliga                  | Red Bull Salzburg | Austria  | 2006-07   |
| Bundesliga                  | Red Bull Salzburg | Austria  | 2008-09   |
| Bundesliga                  | Red Bull Salzburg | Austria  | 2009-10   |

### Campeonatos internacionales
| Título                | Club         | Sede    | Año     |
| --------------------- | ------------ | ------- | ------- |
| Copa de la UEFA       | F. C. Bayern | Burdeos | 1995-96 |
| Liga de Campeones     | F. C. Bayern | Milán   | 2000-01 |
| Copa Intercontinental | F. C. Bayern | Tokio   | 2001    |

### Distinciones individuales
| Distinción                                                 | Año        |
| ---------------------------------------------------------- | ---------- |
| Futbolista Austriaco del Año                               | 2006       |
| Máximo goleador de la Bundesliga (Austria)                 | 2007, 2008 |
| Jugador del Año de la Asociación de Futbolistas de Austria | 2007       |